# Club Rocker
"Club Rocker" é uma canção da cantora romena Inna que conta com a participação do cantor americano Flo Rida. A canção foi extraída como segundo single oficial do segundo álbum de estúdio da cantora, intitulado I Am the Club Rocker, lançado em 2011. A canção foi lançada oficialmente no dia 30 de maio de 2011 e teve a estreia de seu videoclipe no dia 27 de junho de 2011.

## Lista de faixas
- "Club Rocker (Radio Version) - Single" digital download[1]

1. "Club Rocker" (Radio Version) - 3:34

- "Club Rocker - EP" digital download[2]

1. "Club Rocker" (Play & Win Radio Version) - 3:34
2. "Club Rocker" (Play & Win Extended Version) - 4:16
3. "Club Rocker" (Play & Win Remix) - 4:09

- "Club Rocker (Remixes) - EP" digital download[3]

1. "Club Rocker" (Odd Remix Edit) - 3:37
2. "Club Rocker" (Odd Remix) - 6:06
3. "Club Rocker" (Allexinno Remix) - 6:22
4. "Club Rocker" (Adrian Sina Remix) - 4:30
5. "Club Rocker" (DJ Assad Remix) - 3:39
6. "Club Rocker" (The Perez Brothers Remix) - 5:17

## Paradas
| Parada (2011)                                               | Melhor posição |
| ----------------------------------------------------------- | -------------- |
| Bélgica - (Ultratop 50 Flanders)                            | 36             |
| Bélgica - (Ultratop 40 Wallonia)                            | 29             |
| Chéquia - (IFPI)                                            | 39             |
| Dinamarca - (Tracklisten) · Versão com Flo Rida             | 26             |
| França - (SNEP)                                             | 32             |
| Países Baixos - (Mega Single Top 100) · Versão com Flo Rida | 79             |
| Polónia - (ZPAV) · Versão com Flo Rida                      | 20             |
| Roménia - (Romanian Top 100)                                | 42             |
| Rússia - (Russian TopHit 100)                               | 38             |
| Sérvia - (Top Serbian)                                      | 29             |
| Eslováquia - (IFPI)                                         | 11             |

## Histórico de lançamento
| Região         | Data                | Formato                   | Gravadora     |
| -------------- | ------------------- | ------------------------- | ------------- |
| Espanha        | 30 de maio 2011     | Airplay                   | UMG Spain     |
| França         | 30 de maio 2011     | Digital download          | Roton Romania |
| Romênia        | 30 de maio 2011     | Airplay, digital download | Roton Romania |
| Estados Unidos | 26 de julho de 2011 | Digital Download          | Ultra Records |